# Liga de Hungría de waterpolo femenino
La Liga de Hungría de waterpolo femenino es la competición más importante de waterpolo femenino entre clubes húngaros.

## Historial
Estos son los ganadores de liga:
- 2011: Dunaújvárosi VE
- 2010: Dunaújvárosi VE
- 2009: Dunaújvárosi VE
- 2008: Budapest Honvéd SE
- 2007: Budapest Honvéd SE
- 2006: Budapest Honvéd SE
- 2005: Dunaújvárosi VE
- 2004: Dunaújvárosi VE
- 2003: Dunaújvárosi VE
- 2002: Dunaújvárosi VE
- 2001: Dunaújvárosi VE
- 2000: Szentesi VK
- 1999: Szentesi VK
- 1998: Szentesi VK
- 1997: Szentesi VK
- 1996: Szentesi VK
- 1995: Szentesi VK
- 1994: Szentesi VK
- 1993: Budapesti Vasutas SC
- 1992: Szentesi VK
- 1991: Budapesti Vasutas SC
- 1990: Szentesi VK
- 1989: Budapesti Vasutas SC
- 1988: Budapesti Vasutas SC
- 1987: Szentesi VK
- 1986: Budapesti Vasutas SC